# Wavelength (음반)
| 전문가 평가                   | 전문가 평가 |
| 평가 점수                     | 평가 점수   |
| 출처                          | 점수        |
| ----------------------------- | ----------- |
| AllMusic                      | [ 1 ]       |
| The Rolling Stone Album Guide | [ 2 ]       |
| The Village Voice             | B+          |

《Wavelength》는 북아일랜드의 싱어송라이터 밴 모리슨의 열 번째 스튜디오 음반이며, 1978년 가을에 발매되었다. 이 음반은 유명한 일렉트릭 기타와 신시사이저가 있는 팝 록 사운드로 기울어져 있는 그의 이전 음반들과는 다른 음악적 사운드를 가지고 있다. 《Wavelength》는 원래 발매 당시 모리슨의 베스트셀러 음반이었다. 믹 글로솝, 바비 텐치, 피터 바든스는 프로듀싱에 특별한 도움을 준 공로를 인정받았다.
음반의 리마스터드 버전은 2008년 1월 29일에 발매되었다. 1978년 11월 26일에 녹음된 프로모션 음반 《Van Morrison Live at the Roxy》 (1979년)에서 가져온 두 개의 보너스 트랙 〈Wavelength〉와 〈Kingdom Hall〉이 포함되어 있다.

## 녹음
《Wavelength》는 잉글랜드 옥스퍼드셔주의 매너에서 몇 달에 걸쳐 녹음되었고, 미국의 샹그릴라 스튜디오에서 나중에 완성되었다. 모리슨은 벨파스트에서의 그의 쇼밴드 시절부터 허비 암스트롱, 뎀의 피터 바든스, 더 밴드의 가스 허드슨, 그리고 몇 년 전에 모리슨과 함께 작업했던 피터 밴 훅까지 그의 음악 역사의 거의 모든 단계를 대표하는 음악가들을 모았다. 그는 또한 그 당시 스트릿워커스와 함께 작업했던 기타리스트 바비 텐치를 추가했다.

## 커버 아트
음반 커버는 사진작가 노먼 시프(조니 미첼의 음반 소매와 관련)가 쓴 것으로 모리슨이 거의 웃고 타이트한 흰색 바지를 입고 엉덩이까지 담배를 피우는 모습이 담겨 있다.

## 곡 목록
모든 곡들은 특별한 언급이 없는 한 밴 모리슨에 의해 작사/작곡하였다.
| #  | 제목                | 재생 시간 |
| -- | ------------------- | --------- |
| 1. | 〈Kingdom Hall〉    | 5:59      |
| 2. | 〈Checkin' It Out〉 | 3:29      |
| 3. | 〈Natalia〉         | 4:04      |
| 4. | 〈Venice U.S.A.〉   | 6:32      |
| 5. | 〈Lifetimes〉       | 4:15      |

| #  | 제목                             | 작사·작곡          | 재생 시간 |
| -- | -------------------------------- | ------------------ | --------- |
| 1. | 〈Wavelength〉                   |                    | 5:44      |
| 2. | 〈Santa Fe/Beautiful Obsession〉 | 재키 데샤논/모리슨 | 7:04      |
| 3. | 〈Hungry for Your Love〉         |                    | 3:45      |
| 4. | 〈Take It Where You Find It〉    |                    | 8:40      |